# Джеремі Бегшоу
Джеремі Бегшоу (англ. Jeremy Bagshaw, 21 квітня 1992) — канадський плавець. Учасник Чемпіонатів світу з водних видів спорту 2015, 2017 і 2019. 2017 року на дистанції 400 метрів вільним стилем посів 16-те місце.